# 台村河
台村河，又称架桥河，位于中华人民共和国贵州省黔南布依族苗族自治州，是龙江上游右岸支流，发源于黔南州独山县上司镇马鞍坡，南流经上司镇驻地至风响转向东南流，至甲里镇干拉进入伏流，在养寨复明流，左纳董大河后伏流至荔波县境，在荔波县播尧乡架桥村西北1.5千米处出洞明流，至播尧乡拉强村汇入龙江上游干流。河长47千米（其中两段伏流长度16.4千米），落差380米，流域面积299平方千米。台村河上游叫上司河，中游叫琴寨地下河，下游流经上、下台村，叫台村河。